# Jorge Manrique
Jorge Manrique (1440 körül – Toledo, 1479) spanyol költő, katona, régi kasztíliai nemesi család sarja. Rodrigo Manrique katonai vezető negyedik fia, Gómez Manrique unokaöccse, Santillana márki rokona; mindegyikük a kor jelentős költője is.

## Élete
Apja, Paredes de Nava grófja (1406–1476), nagy tekintélyű katonai vezető a muszlimokkal vívott győzelmes csatáiról volt híres. A család többi tagjához hasonlóan Jorge Manrique is I. Izabella kasztíliai királynő buzgó híve volt, támogatójaként vett részt a polgárháborúban. Egy kisebb összeütközésben vesztette életét Castillo de Garcimuñoz erődje közelében, és az uclési kolostor templomában temették el.

## Költői munkái
Szerelmi dalai, humoros és szatirikus versei nem emelkednek túl kora költészetének általános színvonalán. Közülük több már a Cancionero general (Általános daloskönyv) című gyűjteményben is megjelent 1511-ben.
Halálán túli költői hírnevét egyetlen nagy versének köszönheti. A Coplas de Jorge Manrique a la muerte de su padre (Strófák Jorge Manrique atyja halálára) című 43 strófából álló költeményt atyja halálára írta 1476-ban. Gondolatai a Bibliából, Boethiustól és más könnyen hozzáférhető forrásokból is származnak, formáját nagybátyja Consejos (Tanácsok) című költeménye befolyásolta. 
A legszebb részeket a költő mélyen átélt őszinte érzelmei hatják át. A költemény elégikus hangjával és bölcseleti tartalmával a spanyol költészet legszebb darabjai közé tartozik. Lope de Vega írta róla, hogy arany betűkkel kéne kinyomtatni.

## Magyarul
Az első magyar nyelvű Jorge Manrique-kötet 1999-ben jelent meg az Eötvös József Könyvkiadó Eötvös Klasszikusok sorozatában: Jorge Manrique összes versei (Poesías completas). A kétnyelvű kötet Jorge Manrique teljes életművét tartalmazza, a verseket Simor András fordította.
- Jorge Manrique összes versei / Poesías completas; ford., előszó, jegyz. Simor András; Eötvös, Bp., 1999 (Eötvös klasszikusok)[11]